# Peter Cosgrove
Tướng Sir Peter John Cosgrove, (sinh ngày 28 tháng 7 năm 1947) là cựu Tư lệnh Lục quân Úc đã nghỉ hưu, và hiện đang là vị Toàn quyền thứ 26 của Úc. Ông tuyên thệ nhậm chức vào ngày 28 tháng 3 năm 2014.